# Илекса (река, впадает в Матенжское озеро)
Илекса — река в Вытегорском районе Вологодской области России. Река берёт начало из Иготозера, впадает в озеро Матенжское. Длина реки составляет 34 км.
К бассейну Илексы относится озеро Ильинское.
Река протекает в болотистой местности. Единственный населённый пункт на реке — посёлок Новостройка (Вытегорский район).

## Данные водного реестра
По данным государственного водного реестра России относится к Балтийскому бассейновому округу, водохозяйственный участок реки — Вытегра, речной подбассейн реки — Свирь (включая реки бассейна Онежского озера). Относится к речному бассейну реки Нева (включая бассейны рек Онежского и Ладожского озера).
Код объекта в государственном водном реестре — 01040100512102000017681.